# Bad Boys – Mindent vagy többet
A Bad Boys – Mindent vagy többet (eredeti cím: Bad Boys: Ride or Die) 2024-ben bemutatott amerikai akció-filmvígjáték, melyet Chris Bremmer forgatókönyvéből Adil El Arbi és Bilall Fallah rendezett. A Bad Boys – Mindörökké rosszfiúk folytatása, valamint a Bad Boys-filmsorozat negyedik része. Will Smith, Martin Lawrence, Vanessa Hudgens, Alexander Ludwig, Paola Núñez, Jacob Scipio, Joe Pantoliano és DJ Khaled megismétlik az előző filmből ismert szerepüket, Tasha Smith pedig Theresa Burnett szerepét vette át Theresa Randle-től, aki korábban az előző három filmben játszotta a karaktert. Új szereplőként Eric Dane, Ioan Gruffudd, Melanie Liburd és Tiffany Haddish csatlakozott.
Világpremierje 2024. május 22-én volt a dubaji Coca-Cola Arénában, az Egyesült Államokban pedig június 7-én mutatta be a Sony Pictures Releasing. Magyarországon június 6-án jelent meg az InterCom Zrt. forgalmazásában.

## Cselekmény
Michael "Mike" Lowrey nyomozó feleségül veszi Christine nevű gyógytornászát. Társával, Marcus Burnett-tel a Miami Rendőrség belső nyomozásában vesznek részt, miután elhunyt felettesüket, Conrad Howard kapitányt azzal vádolják, köze volt a drogkartellekhez. Mike és Marcus elhatározzák, posztumusz bebizonyítják Howard ártatlanságát.
Nyomozás közben eljutnak Mike fiához, Armando Aretashoz, aki Howard kapitány meggyilkolásáért ül börtönben. Armando azt állítja, Howard kapitány nem volt korrupt, de tudta, kik dolgoznak a drogkartellekkel. Szerinte Howardot azért ölték meg, mert meg akarta buktatni a szervezetet. Armando felajánlja segítségét a gyilkos azonosításában. Miközben Armandót Miamiba viszik, a helikopterük lezuhan, Mike és Marcus pedig szökevényekké válnak, akiket a rendőrség és a bűnbandák is üldöznek.
Az AMMO csapat tagjainak, Dornnak és Kellynek a segítségével Mike és Marcus felfedik az igazságot a gyilkosságról és egy összeesküvésről, amelyben egy James McGrath nevű volt katonai ranger és jelenlegi DEA-tiszt is részt vesz. McGrath összejátszik Adam Lockwood polgármesterjelöltel, és megszervezi Christine, illetve Callie, Judy Howard amerikai rendőrbíró lányának (Howard unokájának) elrablását. McGrath Marcus családja ellen küldi embereit, de veje, Reggie képes megvédeni őket.
Mike, Marcus és Armando szövetségeseikkel együtt ádáz harcot vívnak McGrath embereivel egy egykori aligátoros vidámparkban, hogy kiszabadítsák a túszokat. Mike megtalálja McGrath-ot, és szembeszáll vele, aki fegyverrel fenyegetve túszul ejti Christine-t és Marcust. McGrath ultimátumot kínál Mike-nak: vagy Christine-nek vagy Marcusnak kell meghalnia. Mike, utalva Marcus újonnan szerzett meggyőződésére, miszerint "nem halhat meg", azt mondja McGrath-nak, egyikük sem tud meghalni, mielőtt meglövi Marcus golyóálló mellényét. A zűrzavar lehetővé teszi Christine-nek és Marcusnak a szabadulást, mielőtt Mike agyonlőné McGrath-ot.
Judy megtalálja Armandót, és le akarja tartóztatni. Miközben Armandót fegyverrel tartják fogva, Callie megjelenik, és elmeséli anyjának, Armando hogyan mentette meg az életét. Hálából a hősies tettéért Judy megkegyelmez neki, és hagyja megszökni. Howard kapitányt posztumusz felmentik minden vádpont alól.

## Szereplők
| Szerep                             | Színész          | Magyar hang          |
| ---------------------------------- | ---------------- | -------------------- |
| Mike Lowrey nyomozó                | Will Smith       | Kálid Artúr          |
| Marcus Burnett nyomozó             | Martin Lawrence  | Kálloy Molnár Péter  |
| Kelly                              | Vanessa Hudgens  | Bogdányi Titanilla   |
| Dorn                               | Alexander Ludwig | Novkov Máté          |
| Rita Secada                        | Paola Núñez      | Laurinyecz Réka      |
| James McGrath                      | Eric Dane        | Szabó Sipos Barnabás |
| Adam Lockwood, Rita új barátja     | Ioan Gruffudd    | Dévai Balázs         |
| Armando Aretas, Mike fia           | Jacob Scipio     | Fehér Tibor          |
| Christine, Mike újdonsült felesége | Melanie Liburd   | Pikali Gerda         |
| Theresa Burnett, Marcus felesége   | Tasha Smith      | Orosz Helga          |
| Tabitha                            | Tiffany Haddish  | Herczeg Adrienn      |
| Conrad Howard kapitány             | Joe Pantoliano   | Kassai Károly        |
| Fletcher                           | John Salley      | Elek Ferenc          |
| Manny, a hentes                    | DJ Khaled        | Vajda Milán          |
| Judy Howard, Conrad lánya          | Rhea Seehorn     | Ligeti Kovács Judit  |
| Reggie McDonald, Marcus veje       | Dennis Greene    | Kékesi Gábor         |
| Megan Burnett                      | Bianca Bethune   | Lamboni Anna         |
| Callie Howard, Conrad unokája      | Quinn Hemphill   | Gál Réka             |
| Grice                              | Jason Davis      | Epres Attila         |
| Lintz                              | Derek Russo      | Schneider Zoltán     |
| Bandafőnök                         | Joyner Lucas     | Olt Tamás            |
| Nicole                             | Jenna Kanell     | Pájer Alma Virág     |
| önmaga                             | Khaby Lame       | nem szólal meg       |
| porsche sofőr                      | Michael Bay      |                      |

### Magyar változat
- Főcím: Galambos Péter
- Magyar szöveg: Tóth Tamás
- Hangmérnök: Tóth Péter Ákos
- Vágó: Kajdácsi Brigitta
- Gyártásvezető: Gelencsér Adrienne
- Szinkronrendező: Tabák Kata
- Produkciós vezető: Hagen Péter

A szinkront a Mafilm Audio Kft. készítette el.

## A film készítése
A Bad Boys – Mindörökké rosszfiúk nyitó hétvégi kasszasikerét követően a Sony bejelentette a negyedik rész terveit, amelynek forgatókönyvét ismét Chris Bremner készítette.
A forgatás 2023. április 3-án kezdődött a georgiai Atlantában és a floridai Miamiban. 2023. május 22-én a TMZ közzétette a kulisszák mögötti felvételeket Will Smith-ről és Martin Lawrence-ről, amint a film jeleneteit forgatják Atlantában. A forgatást júliusban felfüggesztették a 2023-as SAG-AFTRA sztrájk miatt. 2024 márciusában kiderült, hogy Jacob Scipio újra eljátssza Armando Aretas szerepét az előző filmből. A forgatás március 4-én fejeződött be.

## Fordítás
- Ez a szócikk részben vagy egészben  a   Bad Boys: Ride or Die című angol Wikipédia-szócikk fordításán alapul.  Az eredeti cikk szerkesztőit annak laptörténete sorolja fel. Ez a jelzés csupán a megfogalmazás eredetét és a szerzői jogokat jelzi, nem szolgál a cikkben szereplő információk forrásmegjelöléseként.